# Panta rei (escultura)
Panta rei es el título de un monumento situado en la plaza del Siglo del centro histórico de la ciudad andaluza de Málaga (España). Fue inaugurado en diciembre de 2008. Es una obra de Blanca Muñoz, de siete metros de altura, que se encuentra en la confluencia de siete calles creando la idea de un cauce de agua que desemboca en el mar. Tiene una estructura orgánica que se alza sobre siete patas abiertas y entrelazadas semejantes a grandes hojas alargadas. Está construida con acero inoxidable y busca el juego de luces y sombras.